# 波季克河 (佳斯明河支流)
波季克河（烏克蘭語：Потік），是烏克蘭的河流，位於該國中部，屬於佳斯明河的右支流，發源自戈洛夫基夫卡，該河流經切爾卡瑟州，河道全長13公里。